# Bae Yoo-na
Bae Yoo-na (ur. 30 listopada 1989 w Seulu w Korei Południowej) – południowokoreańska siatkarka, grająca jako przyjmująca. Obecnie występuje w drużynie GS Caltex.